# گل حشره‌کش
گل حشره‌کش (pyrethrum) گیاهی است که در کوه‌های شمال ایران تا ارتفاع ۲۰۰۰ متر از سطح دریا و همچنین در کوه‌های ارمنستان و قفقاز به‌طور خودرو می‌روید.

پیرتروم از خانواده گل آفتاب گردان بوده و نام علمی آن کریزانتموم (گل داودی) می‌باشد. ماده موثره این گیاه ۴ استر است به نام پیرترین (پیرترین ۱ و ۲ و سینرین ۱ و ۲)که خاصیت حشره‌کشی پیرترین ۱ و سینرین ۱ بیشتر از بقیه است.
مقدار پیرترین در تمام اعضا گیاه بالاخص در گل و تخمدان‌ها بیشتر است.

برای قویتر نمودن خاصیت حشره‌کشی گل حشره‌کش موادی از قبیل پیپرونیل بوتوکسید یا بوتوکساید، سزوگسان و سولفوکساید به آن اضافه و سمیت آنرا تا ۲ برابر افزایش می‌دهد.

گل حشره‌کش دارای خاصیت فلج کننده قوی است ولی پس از اندک زمانی بعضی از حشرات فلج‌شده قادرند پرواز کنند. بدینجهت در محلول‌های گل حشره‌کش غالباً یکی از حشره‌کشهای مصنوعی افزوده می‌شود تا گل حشره‌کش باعث فلج سریع حشره و حشره‌کش مصنوعی باعث مرگ حشره شود.

امشی از فراورده‌هایی است که دارای ددت، عصاره پیرتروم، اسانس و نفت می‌باشد.

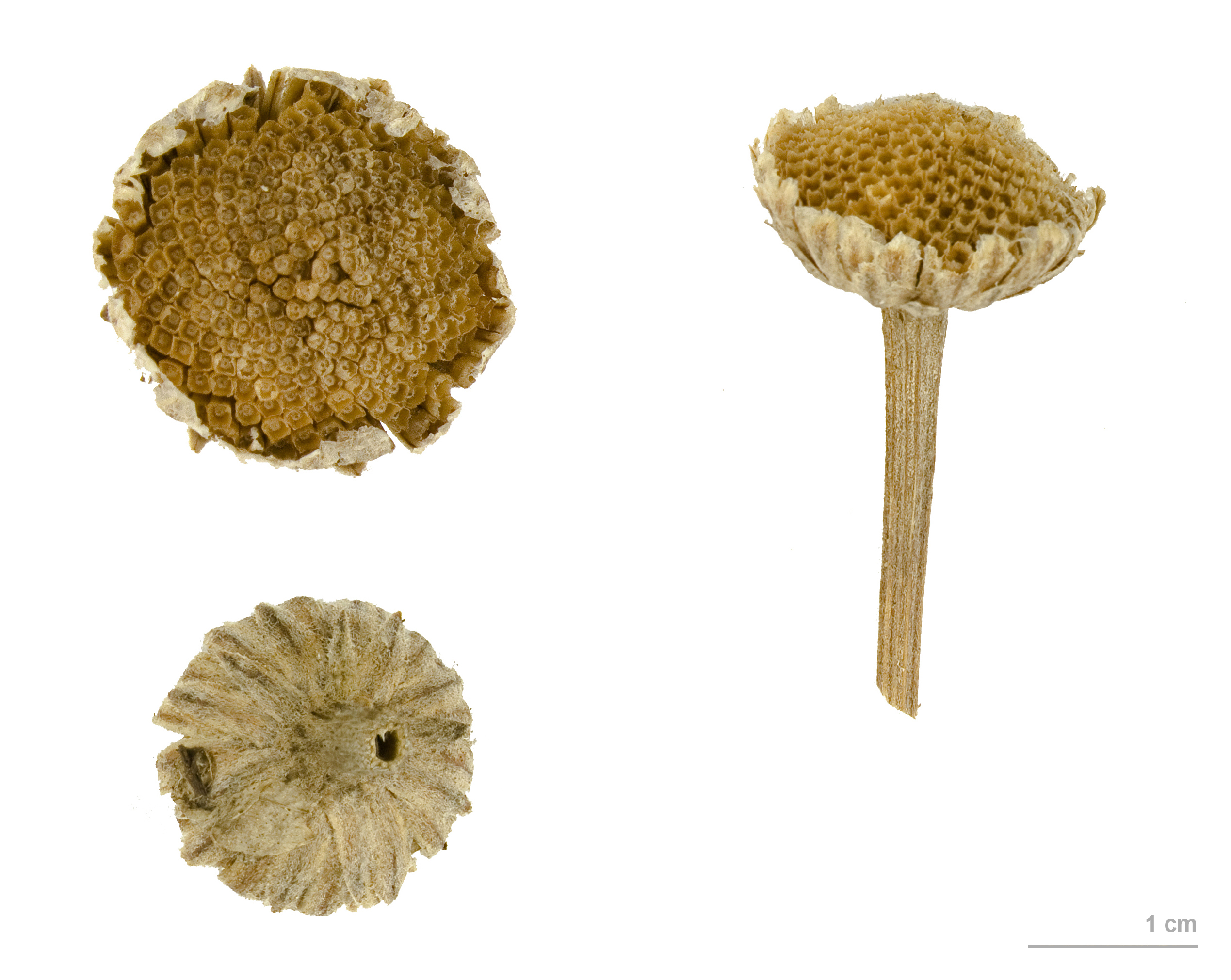
Tanacetum cinerariifolium